# Rhyacophila implicata
Rhyacophila implicata là một loài Trichoptera trong họ Rhyacophilidae. Chúng phân bố ở miền Cổ bắc.